# Antropologia cultural
A antropologia cultural é uma das quatro áreas da antropologia geral (four-field-approach), junto com a antropologia física (atualmente designada por antropologia biológica), a arqueologia e a linguística. A Antropologia Cultural estuda a diversidade cultural humana, tanto de grupos contemporâneos, como extintos. Diverge  da antropologia social na medida em que o conceito de sociedade é mais abrangente que o de cultura.

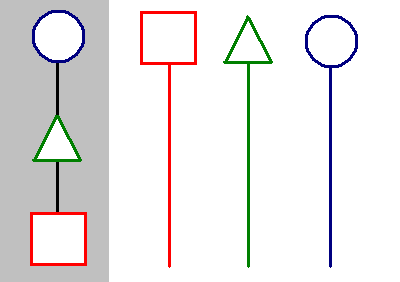
Segundo o modelo de evolução linear (à esquerda) todas as culturas evoluíram por estágios. Segundo o modelo de evolução multi-linear (à direita), diversas culturas têm diferentes histórias.

Assim, o estudo da natureza  do signo na comunicação humana tornou-se preocupação maior. O signo (ver Ferdinand de Saussure), em linguagem humana e, em representação iconográfica, o ícone (ver Charles Sanders Peirce), são pontos de partida para o desenvolvimento das disciplinas da antropologia oral ou da antropologia visual.
A criação desta disciplina revela ainda um avanço perante a antiga de oposição entre "cultura" e "natureza", segundo a qual alguns humanos vivem num "estado natural" (de pura natureza). Sendo assim, a cultura é inseparável da "natureza humana" na medida em que qualquer pessoa têm a capacidade de classificar experiências, de as codificar. Por outro lado, enquanto expressão de pessoas vivendo em diferentes lugares, existem diferentes culturas em diferentes regiões geográficas.
O conceito de antropologia cultural relaciona-se com as ciências sociais ao pretender 
conhecer o Homem enquanto elemento integrante de grupos organizados. Ao pretender estudar a sua produção criativa, relaciona-se com as ciências humanas.

## O conceito de cultura na Antropologia
A cultura na Sociologia e especificamente na Antropologia Cultural é um mapa, um código através do qual as pessoas de um dado grupo pensam, estudam e modificam o mundo e a si mesmas. Quando um Antropólogo social fala em "cultura", ele usa a palavra como um conceito chave para a interpretação da vida social. A cultura nesse sentido é um conjunto de regras em constante movimento que nos diz como o mundo pode ser classificado, ela indica maneiras gerais e exemplos de como pessoas que viveram antes de nós enxergavam o mundo, na medida que revela essa dinâmica nas  tradições. Embora a cultura contenha um conjunto finito de regras, suas possibilidades de atualização, expressão e reação em situações concretas são infinitas. Apresentada dessa maneira a cultura é um bom instrumento para compreender as diferenças entre os homens e as sociedades.